# Tesimo
Tisens (Tesimo) tiếng Ý: Tesimo; tiếng Đức: Tisens; Archaic (1164AD): Teseno) là một đô thị ở tỉnh Bolzano-Bozen trong vùng Trentino-Alto Adige/Südtirol của Ý, có vị trí cách khoảng 60 km về phía bắc của thành phố Trento và khoảng 15 km về phía tây bắc của thành phố Bolzano. Tại thời điểm ngày 31 tháng 12 năm 2004, đô thị này có dân số 1.842 người và diện tích là 38, km².
Đô thị Tisens (Tesimo) có các frazioni (các đơn vị cấp dưới, chủ yếu là các làng) Caprile, Grissiano, Narano, Plazzoles, Prissiano, và Schernag.
Tisens (Tesimo) giáp các đô thị: Gargazon (Gargazzone), Lana, Nals (Nalles), St. Pankraz (San Pancrazio), và Unsere Liebe Frau im Walde-St. Felix (Senale-San Felice).